# 熱力学ポテンシャル
熱力学ポテンシャル（ねつりきがくポテンシャル、英語: thermodynamic potential）または完全な熱力学関数とは、熱力学において、ある示量性状態量を別の状態量の組を変数とする関数で表したもので、系の平衡状態における熱力学的性質の情報を全て持つもの（後述）である。
例えば、T、V、Nを変数とする（関数としての）ヘルムホルツエネルギーF(T,V,N)やT、p、Nを変数とするギブズエネルギーG(T,p,N)は熱力学ポテンシャルである。（ここで、Tは温度、Vは体積、Nは物質量、pは圧力）

## 概要
「熱力学的性質の情報を全て持つ」とは全ての状態量がこの関数から（偏微分等の組み合わせにより）与えられるという意味である。言い換えれば、完全な熱力学関数が与えられればそこから状態方程式や熱容量などの系の性質が決まる。熱力学からは関数形に制約（凸性など）を与えるが、具体的な関数形は実験的に決められるか、統計力学から導出するなど、熱力学以外から与えられる。
熱力学ポテンシャルの一つである内部エネルギー U は、エントロピー S、体積 V、各成分の物質量 N = {Ni}、あるいはその他の示量性状態量 X を変数に持つ関数 U(S, N, V, X) として表されたときに完全な熱力学関数となる。このことはエネルギー表示と呼ばれることがある。このとき、各変数による偏微分は
{\displaystyle {\begin{aligned}\left({\frac {\partial U}{\partial S}}\right)_{V,N,X}&=T(S,V,N,X),\\\left({\frac {\partial U}{\partial V}}\right)_{S,N,X}&=-p(S,V,N,X),\\\left({\frac {\partial U}{\partial N_{i}}}\right)_{S,V,X}&=\mu _{i}(S,V,N,X),\\\left({\frac {\partial U}{\partial X}}\right)_{S,V,N}&=x(S,V,N,X)\end{aligned}}}
となり、熱力学温度 T、圧力 p、各成分の化学ポテンシャル μ = {μi}、及び X に対応する示強性状態量 x が得られる。これらはエネルギー表示の示強性状態量と呼ばれる。これらの状態量から熱容量や圧縮率なども計算される。内部エネルギーの全微分は
{\displaystyle dU=T\,dS-p\,dV+\sum _{i}\mu _{i}\,dN_{i}+x\,dX}
となる。
エネルギー表示の U の全微分の式を変形すれば
{\displaystyle dS={\frac {1}{T}}\,dU+{\frac {p}{T}}\,dV-\sum _{i}{\frac {\mu _{i}}{T}}\,dN_{i}-{\frac {x}{T}}\,dX}
となり、エントロピー S は内部エネルギー U、体積 V、物質量 N、及びその他の示量性状態量 X を変数にもつ関数 S(U, V, N, X) として表されたときに完全な熱力学関数となる。このことをエントロピー表示と呼ぶ場合がある。この表示でも熱力学的性質の情報としてはエネルギー表示と等価であり、各変数による偏微分を求めることによりエントロピー表示の示強変数、たとえば
{\displaystyle \left({\frac {\partial S}{\partial U}}\right)_{V,N,X}={\frac {1}{T(U,V,N,X)}}}
などが得られる。しかし統計力学との関係からこの表示は重要である。ボルツマンの原理により分配関数と直接的に関係づけられるのはエントロピー表示の熱力学ポテンシャルである。

## ルジャンドル変換

ボルンの熱力学的正方形（:en:Thermodynamic square）は、完全な熱力学関数とその変数を覚えやすくまとめたもの。
太字（U、F、G、H）は4つの熱力学関数を表し、これらに接しているのがこれらの関数の自然な変数である（例えばUの変数はS、Vで、Hの変数はS、p）。なお変数Nは省略されている。UからHを得るにはUにはあるがHにはない変数（V）に関してルジャンドル変換し、HにはあるがUにはない変数（p）を新たに加えれば良い。
符号は微分系で表したときにマイナスがつく箇所を表す。

完全な熱力学関数には自然な独立変数の組があり、同じ状態量であっても、変数が異なればそれは完全な熱力学関数とはならない。例えば内部エネルギー U は、エントロピー S に替えて温度 T を変数に持つときには完全な熱力学関数とはならない。系の平衡状態を指定する状態変数の組が (T, V, N, X) である場合は、ルジャンドル変換
{\displaystyle dF=d(U-TS)}{\displaystyle =-S\,dT-p\,dV+\sum _{i}\mu _{i}\,dN_{i}+x\,dX}
によってヘルムホルツエネルギー F(T, V, N, X) が完全な熱力学関数となる。
エントロピーに対してもルジャンドル変換を考えることができて
{\displaystyle d\Psi =d(S-\beta U)}{\displaystyle =-U\,d\beta -{\frac {p}{T}}\,dV+\sum _{i}{\frac {\mu _{i}}{T}}\,dN_{i}+{\frac {x}{T}}\,dX}
などの完全な熱力学関数を導入することができる。なお、この関数はヘルムホルツエネルギーと Ψ = −F/T の関係にある。
| 表示             | 熱力学ポテンシャル     | 記号と定義            | 自然な変数  | 全微分形                         |
| ---------------- | ---------------------- | --------------------- | ----------- | -------------------------------- |
| エネルギー表示   | 内部エネルギー         | U                     | (S, V, N)   | dU = TdS − pdV + μdN             |
| エネルギー表示   | エンタルピー           | H = U + pV            | (S, p, N)   | dH = TdS + Vdp + μdN             |
| エネルギー表示   | ヘルムホルツエネルギー | F = U − TS            | (T, V, N)   | dF = − SdT − pdV + μdN           |
| エネルギー表示   | ギブズエネルギー       | G = F + pV            | (T, p, N)   | dG = − SdT + Vdp + μdN           |
| エネルギー表示   | グランドポテンシャル   | J = F − μN            | (T, V, μ)   | dJ = − SdT - pdV − Ndμ           |
| エントロピー表示 | エントロピー           | S                     | (U, V, N)   | dS = (1/T)dU + (p/T)dV − (μ/T)dN |
| エントロピー表示 | マシュー関数           | Ψ = S − U/T = −F/T    | (β, V, N)   | dΨ = −Udβ + (p/T)dV − (μ/T)dN    |
| エントロピー表示 | Planck関数             | Φ = Ψ − (p/T)V = −G/T | (β, p/T, N) | dΦ = −Hdβ − (V/T)dp − (μ/T)dN    |
| エントロピー表示 | Kramers関数            | q = Ψ + αN = −J/T     | (β, V, α)   | dq = − Udβ + (p/T)dV + Ndα       |

## ギブズ-デュエムの関係
系のスケール変換を考えると、内部エネルギー U、エントロピー S、体積 V、物質量 N の示量性から、任意の λ > 0 に対し
{\displaystyle U(\lambda S,\lambda V,\lambda N)=\lambda U(S,V,N)}
という1次同次性が成り立つ。このことから
{\displaystyle U={\frac {\partial U}{\partial S}}S+{\frac {\partial U}{\partial V}}V+\sum _{i}{\frac {\partial U}{\partial N_{i}}}N_{i}=TS-pV+\sum _{i}\mu _{i}N_{i}}
の関係が導かれる。他にも
{\displaystyle {\begin{aligned}H&=U+pV=TS+\sum _{i}\mu _{i}N_{i},\\F&=U-TS=-pV+\sum _{i}\mu _{i}N_{i},\\G&=F+pV=\sum _{i}\mu _{i}N_{i},\\J&=F-\sum _{i}\mu _{i}N_{i}=-pV\end{aligned}}}
などの関係式が得られる。
また、この式を微分すると
{\displaystyle S\,dT-V\,dp+\sum _{i}N_{i}\,d\mu _{i}=0}
の関係式が得られる。この関係式をギブズ-デュエムの関係と言い、示強性状態量の組 (T, p, μ) を系の平衡状態を指定する状態変数として選ぶことはできないことを表している。

## 平衡状態の安定性
系が温度 Tex の外界と接しているとき、熱力学第二法則から、系に変化が起きるとき
{\displaystyle \delta 'Q\leq T_{\text{ex}}\delta S}
である。一方、エネルギー保存則から
{\displaystyle \delta 'Q=\delta U+\delta 'W=\delta U+p_{\text{ex}}\delta V-\mu _{\text{ex}}\delta N}
である。pex は外界の圧力、μex は外界の化学ポテンシャルである。これらをまとめると、
{\displaystyle \delta U-T_{\mathrm {ex} }\delta S+p_{\mathrm {ex} }\delta V-\mu _{\mathrm {ex} }\delta N\leq 0}
となる。系が平衡状態にあるとき、変化が起こらないので、
{\displaystyle \delta U-T_{\mathrm {ex} }\delta S+p_{\mathrm {ex} }\delta V-\mu _{\mathrm {ex} }\delta N>0}
である。
これが成り立つ条件は、1次変分について
{\displaystyle \left({\frac {\partial U}{\partial S}}-T_{\mathrm {ex} }\right)\delta S+\left({\frac {\partial U}{\partial V}}+p_{\mathrm {ex} }\right)\delta V+\left({\frac {\partial U}{\partial N}}-\mu _{\mathrm {ex} }\right)\delta N=0}
および、2次変分について
{\displaystyle {\frac {1}{2}}\left({\frac {\partial ^{2}U}{\partial S^{2}}}\delta S^{2}+{\frac {\partial ^{2}U}{\partial V^{2}}}\delta V^{2}+{\frac {\partial ^{2}U}{\partial N^{2}}}\delta N^{2}\right)+{\frac {\partial ^{2}U}{\partial S\partial V}}\delta S\delta V+{\frac {\partial ^{2}U}{\partial S\partial N}}\delta S\delta N+{\frac {\partial ^{2}U}{\partial V\partial N}}\delta V\delta N>0}
である。
1次変分の条件から
- 系が熱を交換するとき（δS ≠ 0）、{\displaystyle {\frac {\partial U}{\partial S}}\equiv T=T_{\text{ex}}}
- 系の体積が変化するとき（δV ≠ 0）、{\displaystyle {\frac {\partial U}{\partial V}}\equiv -p=-p_{\text{ex}}}
- 系が物質を交換するとき（δN ≠ 0）、{\displaystyle {\frac {\partial U}{\partial N}}\equiv \mu =\mu _{\text{ex}}}

などの平衡条件が得られる。
2次変分の条件からは
{\displaystyle {\frac {\partial ^{2}U}{\partial S^{2}}}=\left({\frac {\partial T}{\partial S}}\right)_{V}={\frac {T}{C_{V}}}\geq 0}
{\displaystyle {\frac {\partial ^{2}U}{\partial V^{2}}}=-\left({\frac {\partial p}{\partial V}}\right)_{S}={\frac {1}{V\kappa _{S}}}\geq 0}
{\displaystyle {\frac {\partial ^{2}U}{\partial S^{2}}}{\frac {\partial ^{2}U}{\partial V^{2}}}-\left({\frac {\partial ^{2}U}{\partial S\partial V}}\right)^{2}={\frac {T}{C_{p}}}{\frac {1}{V\kappa _{S}}}={\frac {T}{C_{V}}}{\frac {1}{V\kappa _{T}}}\geq 0}
などが得られる。ここで、CV は定積熱容量、Cp は定圧熱容量、κS は断熱圧縮率、κT は等温圧縮率である。
平衡状態の安定性から熱力学ポテンシャルは一般に凸関数となる。

## 統計力学との関係
完全な熱力学関数は分配関数と関係付けられる。巨視的な熱力学と微視的な統計力学を結びつける関係である。
{\displaystyle S(E,N,V)=k\ln W(E,N,V)}
{\displaystyle F(\beta ,N,V)=-{\frac {1}{\beta }}\ln Z(\beta ,N,V)}
{\displaystyle J(\beta ,\mu ,V)=-{\frac {1}{\beta }}\ln \Xi (\beta ,\mu ,V)}
ここで、β=1/kT は逆温度である。k はボルツマン定数である。

## 具体例

### 理想気体
理想気体のエントロピーは
{\displaystyle S[U,N,V]=N\sigma ^{*}+NcR\ln {\frac {U-N\mu ^{*}}{NcRT^{*}}}+NR\ln {\frac {V}{NRT^{*}/p^{\circ }}}}
で与えられる。ここで σ*, T*, μ*, p° はそれぞれエントロピー、温度、化学ポテンシャル、圧力の基準を与える適当な定数であり、積分定数の任意性を含んでいる。
また R はモル気体定数であり、c は理想気体を特徴付ける唯一のパラメータで、気体粒子の自由度の半分に相当する。
エネルギーと物質量、体積による偏微分が
{\displaystyle {\frac {1}{T}}={\frac {\partial S}{\partial U}}={\frac {NcR}{U-N\mu ^{*}}}}
{\displaystyle {\frac {\mu }{T}}=-{\frac {\partial S}{\partial N}}={\frac {\mu ^{*}}{T}}-\sigma ^{*}+(c+1)R-cR\ln {\frac {U-N\mu ^{*}}{NcRT^{*}}}-R\ln {\frac {V}{NRT^{*}/p^{\circ }}}}
{\displaystyle {\frac {p}{T}}={\frac {\partial S}{\partial V}}={\frac {NR}{V}}}
となるので、理想気体の関係式として
{\displaystyle U=N\mu ^{*}+NcRT}
{\displaystyle pV=NRT}
{\displaystyle \mu =\mu ^{*}-T\sigma ^{*}+(c+1)RT\left(1-\ln {\frac {T}{T^{*}}}\right)+RT\ln {\frac {p}{p^{\circ }}}}
が導かれる。

### ファン・デル・ワールス気体
ファン・デル・ワールス気体のエントロピーは
{\displaystyle S[U,N,V]=N\sigma ^{*}+NcR\ln {\frac {U-N\mu ^{*}+N^{2}a/V}{NcRT^{*}}}+NR\ln {\frac {V-Nb}{NRT^{*}/p^{\circ }}}}
で与えられる。二つのファン・デル・ワールス定数 a, b を導入して理想気体からのずれが表現されている。
偏微分が
{\displaystyle {\frac {1}{T}}={\frac {\partial S}{\partial U}}={\frac {NcR}{U-N\mu ^{*}+N^{2}a/V}}}
{\displaystyle {\frac {p}{T}}={\frac {\partial S}{\partial V}}={\frac {NR}{V-Nb}}-{\frac {1}{T}}{\frac {a}{(V/N)^{2}}}}
となるので
{\displaystyle U=N\mu ^{*}+NcRT-{\frac {Na}{V/N}}}
{\displaystyle p={\frac {RT}{(V/N)-b}}-{\frac {a}{(V/N)^{2}}}}
が導かれる。